# Francisco Zuluaga
Francisco „Cobo“ Zuluaga Rodríguez (* 4. Februar 1929 in Medellín, Kolumbien; † 8. November 1993) war ein kolumbianischer Fußballspieler und -trainer.

## Spieler

### Verein
Zuluaga, der sich auf dem Platz durch seine Schnelligkeit, aber auch Uneigennützigkeit und seinen Gemeinschaftssinn auszeichnete, spielte zu Zeiten der El Dorado genannten Hochphase des kolumbianischen Vereinsfußballs für den kolumbianischen Verein CD Los Millonarios. Dort debütierte er 1948, dem Jahr, in dem in Kolumbien der Profifußball entstand. In den Folgejahren spielte er an der Seite von Alfredo Di Stéfano, Gabriel Ochoa Uribe, Julio Cozzi und Adolfo Pedernera und wurde 1949 kolumbianischer Meister. Diesen Erfolg wiederholte sein Team in den Jahren 1951 bis 1953, so dass drei weitere Meistertitel Zuluagas Erfolgsbilanz wachsen ließen. 1953 setzte sein Klub sich zudem durch zwei Finalsiege gegen die Boca Juniors im Finale der Copa Colombia durch. Zudem gewannen die Millonarios in jenem Jahr die Pequeña Copa del Mundo de Clubes genannte Kleine Vereins-Weltmeisterschaft, an der Rapid Wien, Español Barcelona und River Plate teilnahmen. Neben einem weiteren Sieg bei der Copa Colombia 1956, als man sich in den Finalspielen gegen Independiente Medellín und Pereira durchsetzte, folgten der Gewinn der Meisterschaften 1959 und 1961. Mit diesen sechs gewonnenen kolumbianischen Meistertiteln ist der als Kapitän und einziger kolumbianischer Stammspieler des sogenannten Ballet Azul aufgelaufene Zuluaga der erfolgreichste Spieler in dieser Hinsicht. 1956 half er auch kurzzeitig in Reihen des argentinischen Klubs CA Huracán aus, als dieser eine Kolumbien-Tournee absolvierte. Nachdem Zuluaga den Millonarios fast anderthalb Jahrzehnte die Treue gehalten hatte und mit 494 absolvierten Partien zum Vereins-Rekordspieler aufstieg, wechselte er 1962 zu Independiente Santa Fe. Im Jahr 1966 beendete er schließlich seine Karriere. Zu dieser Zeit stand er bei Atlético Nacional unter Vertrag.

### Nationalmannschaft
Er nahm mit der kolumbianischen Nationalmannschaft an der Fußball-Weltmeisterschaft 1962 als deren Kapitän teil. Dort schoss er im Spiel gegen Uruguay das erste Tor Kolumbiens in der WM-Geschichte, welches bei diesem Turnier 1962 auch das einzige bleiben sollte. Ferner gehörte er auch dem Aufgebot Kolumbiens bei der Copa América 1957 in Peru an.

### Erfolge
- 6× Kolumbianischer Meister (1949, 1951, 1952, 1953, 1959, 1961)
- 2× Sieger der Copa Colombia (1953, 1956)
- Sieger bei der Pequeña Copa del Mundo de Clubes 1953

## Trainer
Nach seiner Karriere war er auch als Trainer tätig. Zunächst hatte er als Co-Trainer Nestor Raul Rossis, der zuvor bei den Millonarios zu seinen Mitspielern zählte, von 1968 bis 1969 die Cheftrainer-Funktion inne. In dieser Rolle betreute er auch die Auswahl seines Heimatlands im Rahmen der WM-Qualifikation in den Jahren 1968 bis 1969. Anschließend übernahm er Engagements bei seinen vorherigen Vereinen Atlético Nacional und Huracan.